# Danièle Laumann
Danièle Laumann (ur. 8 lipca 1961 w Toronto) – kanadyjska wioślarka, brązowa medalistka olimpijska.

## Kariera
Wystąpiła na igrzyskach olimpijskich w Los Angeles w 1984, gdzie wspólnie ze swoją siostrą, Silken Laumann zdobyła brązowy medal w dwójkach podwójnych. W wyścigu finałowym uplasowały się o 3,07 sekundy za osadą Rumunii i o 0,69 sekundy za osadą Holandii. Był to jej jedyny start olimpijski.
Była też między innymi ósma w czwórkach podwójnych na mistrzostwach świata w Duisburgu (1983).
Znalazła się w składzie reprezentacji Kanady na igrzyska olimpijskie w Moskwie w 1980, jednak nie wystartowała z uwagi na bojkot tych zawodów przez Kanadę.
Jej szwagier, John Wallace, także był wioślarzem.